# Mirjam
Mirjam eller Miriam (hebraisk: מרים) er ifølge Det gamle testamente søster af Moses og Aron, syv år ældre end Moses og fire år ældre end Aron, og eneste datter af Amram og Jochebed fra Levis stamme. Hun blev en profetinde og omtales først i 2. Mosebog. Navnet Mirjam er senere blevet helleniseret til Maria, og i denne græske form gået ind i samtlige sprog i den kristne verden som ét af de mest brugte pigenavne.

## Mirjam og faraos datter
Da faraos datter fandt spædbarnet Moses i en kurv i sivet, og fik medynk med ham, spurgte hans søster, om hun skulle hente en amme hos hebræernes kvinder. Det sagde prinsessen ja til, og pigen gik hen efter drengens mor. Faraos datter betalte så Moses' mor for at være drengens amme. Dog beholdt hun i længden ikke sin søn hos sig: "Da drengen var blevet stor, bragte hun ham til faraos datter."

## Mirjams lovsang
Mirjam nævnes som forfatter til Mirjams lovsang om udfrielsen af Egypten, da faraos heste og soldater druknede, mens israelitterne kom tørskoet i land:
"Da greb Arons søster, profetinden Mirjam, sin pauke, og alle kvinderne fulgte hende i dansen med deres pauker. Mirjam sang for dem:
Syng for Herren,
han er højt ophøjet,
heste og ryttere
styrtede han i havet."

## Ramt af spedalskhed
I 4. Mosebog fortælles, at Moses giftede sig med en kvinde fra Nubien, og Mirjam og Aron talte ham af denne grund imod. Gud steg ned som en skysøjle, hans vrede flammede op imod dem. Da skyen fjernede sig fra teltet, var Mirjam hvid som sne af spedalskhed. Underligt nok var Aron ikke berørt; Gud valgte kun at straffe hans søster. Aron bad for søsteren, og Moses råbte til Gud, om han ikke nok ville gøre hende rask igen. Men Gud sagde til Moses: "Hvis hendes far havde spyttet hende i ansigtet, måtte hun så ikke bære sin skam i syv dage? I syv dage skal hun lukkes ude fra lejren; derefter kan hun komme ind igen." Så blev Mirjam lukket ude fra lejren i syv dage; men folket brød ikke op og rejste videre, før hun var kommet ind igen.

## Senere omtale
Efter sin død blev Mirjam begravet i Kadesh, på grænsen til landet Edom som en af de få bibelske kvinder, hvis død og gravsted omtales. Aron døde også i området.
Mirjam mindes i Mikas Bog 6:4, hvor Gud går i rette med sit folk, som han førte ud fra Egypten: "I spidsen for dig sendte jeg Moses og Aron og Mirjam."

## Jødisk overlevering
Ifølge jødisk overlevering, aggada, skal Mirjam have haft profetiske evner allerede inden Moses blev født. Hun skal have forudsagt, at hendes mor ville komme til at føde israelitternes redningsmand. Jordemødrene Shifra og Pua identificeres som Mirjam og hendes mor (Exodus Rabba 1,17). Mirjam skal have virket som jordemoder allerede som barn, og ligeså under den lange vandring. Hun har mange tilnavne, især med henvisning til hendes skønhed og gode forstand. Biblen nævnet ikke noget om ægteskab eller børn for hendes vedkommende; det kan jødisk tradition ikke rigtig forsone sig med. Historikeren Josephus mener, Hur var hendes mand, mens rabbinske kilder opgiver spejderen Kaleb som hendes mand og Hur som deres søn.
Jødisk tradition har også mange forklaringer omkring begivenhederne i ørkenen, da Mirjam irettesatte Moses, som at det drejede sig om hans forhold til hustruen Zippora. Mirjam skal også have været den, der sørgede for, at israelitterne fik drikkevand. En speciel sten skal være benyttet til formålet. Omtalen af hendes død efterfølges umiddelbart af en sætning om vandmanglen. Mirjams død sammenlignes med brødrenes, og ifølge traditionen var de alle tre uden synd. Mirjam skal have fået Guds kys ved sin død (Talmud, Bava Batra 17a). Ifølge rabbinsk tradition døde både Moses, Aron og Mirjam ved Nebobjerget (Profeternes bjerg).